# 粟特州
粟特州，又译索格特州，其名称来源于粟特，是塔吉克斯坦四个一级行政区之一。粟特州位于塔吉克斯坦西北部，与乌兹别克斯坦和吉尔吉斯斯坦相邻，总面积约25400平方公里，2020年人口2,707,300人。首府苦盏市。
粟特州于1924年建立，原名列宁纳巴德州，是乌兹别克苏维埃社会主义共和国的一部分。1929年划归塔吉克苏维埃社会主义共和国。1991年改名Leninobod。2000年改名Sogd。2004年改为现名。

## 行政区划
粟特州下辖8个市和10个区：
- 布斯通（Бустон）
- 古利斯通（英语：Guliston, Sughd）
- 伊斯法拉（Исфара）
- 伊斯塔拉夫尚（Истаравшан）
- 伊斯蒂克洛尔（英语：Istiqlol）
- 苦盏
- 科尼博多姆（Конибодом）
- 彭吉肯特（Панҷакент）
- 阿什特区（英语：Asht District）
- 艾尼区（英语：Ayni District）
- 迪瓦什梯奇区（英语：Devashtich District）
- 加富罗夫区（英语：Ghafurov District）
- 马斯特乔赫区（英语：Mastchoh District）
- 山地马斯特乔赫区（英语：Kuhistoni Mastchoh District）
- 斯皮塔门区（英语：Spitamen District）
- 贾巴尔·拉苏洛夫区（英语：Jabbor Rasulov District）
- 沙赫里斯通区（英语：Shahriston District）
- 扎法拉巴德区（英语：Zafarobod District）

## 飞地
- 沃鲁赫